# Partulidae
Die Partulidae, manchmal auch Baumschnecken genannt, sind eine Familie der Schnecken aus der Unterordnung der Landlungenschnecken (Stylommatophora). Viele Arten der Familie sind bzw. waren endemisch auf einzelnen Inseln des Pazifischen Ozeans. Insgesamt sind  mindestens etwa 140 Arten bekannt. Viele sind stark gefährdet oder bereits ausgestorben.

## Merkmale
Die Gehäuse sind mittelgroß bis groß, niedrig bis hochkonisch, oval bis schlank. Es kann rechts- oder linksgewunden sein. Die Mündungsränder sind verbreitert und nach hinten umgeschlagen. Lamellen und Plicae sind nicht vorhanden, dafür weist die parietale Wand oft einen kurzen Zahn auf. Die Oberfläche sind glatt oder spiral gestreift oder berippt. Die Sohle ist nicht in Felder unterteilt. Im zwittrigen Genitalapparat ist der Penis meist einfach, ohne Epiphallus, aber ein Flagellum kann vorhanden sein. Der Penisretraktor sitzt apikal oder subapikal am Penis an. Der Samenleiter entspringt knapp unterhalb der Albumindrüse, die Prostata ist generell klein und rundlich. Der Stiel der Spermathek ist relativ lang, das Reservoir selber von unterschiedlicher Gestalt.
Die Partulidae sind wie alle Lungenschnecken Hermaphroditen. Wie ihr lateinischer Name sagt, gebären sie ihre Nachkommen lebend (Viviparie).

## Vorkommen, Lebensweise und Verbreitung
Die Verbreitung der Familie ist auf den pazifischen Raum beschränkt. Die Arten sind meist Baumbewohner.

## Gefährdung
Die meisten Arten der Familie Partulidae sind laut der Roten Liste von IUCN inzwischen ausgestorben, die verbliebenen hochgradig gefährdet. Als K-Strategen gebären diese Baumschnecken in Anpassung an eine nur geringe Bedrohung durch Fressfeinde, wie sie vor der Ankunft des Menschen gegeben war, im Laufe ihres Lebens nur wenige – bei manchen Arten nur etwa 20 – Nachkommen. Als Hauptursachen für die Gefährdung werden deshalb neben der Zerstörung der Wälder u. a. durch Ziegen die Einschleppung konkurrierender pflanzenfressender, insbesondere aber räuberischer Tierarten genannt, die sich als invasive Arten auf den Pazifikinseln etabliert haben. So verdrängte die Große Achatschnecke (Achatina fulica) erfolgreich heimische Schneckenarten durch Nahrungskonkurrenz. Zur Bekämpfung der Achatschnecken wurden auf vielen Inseln räuberische Schneckenarten, darunter die Rosige Wolfsschnecke (Euglandina rosea) ausgesetzt, die aber insbesondere leicht zu erbeutende einheimische, lebendgebärende Schnecken fraßen, woraufhin deren Populationen zusammenbrachen. Als weiterer Faktor bei der Vernichtung der Baumschnecken wird die aus Neuguinea ebenfalls zur Achatschneckenbekämpfung eingeschleppte Landplanarie Platydemus manokwari gesehen.
1987 rief die Zoological Society of London ein Erhaltungszuchtprogramm für die verbliebenen Partula-Arten ins Leben, bei dem überlebende Schneckenexemplare in den Londoner Zoo gebracht wurden. In Bezug auf Partula turgida scheiterte das Programm. 1993 gelang es, deren Population im Londoner Zoo auf 400 Individuen zu erhöhen, von denen die meisten 1994 in ein umzäuntes Reservat auf der Insel Moorea ausgewildert wurden. 1995 konnten Rosige Wolfsschnecken in das Reservat eindringen und töteten alle Partula-Schnecken. Die im Londoner Zoo verbliebenen Exemplare gingen nach und nach infolge einer durch den Parasiten Steinhausia verursachten Infektionskrankheit ein.

## Systematik
Die Familie der Partulidae ist die nominotypische Familie der Überfamilie Partuloidea Pilsbry, 1900, die neben den Partulidae noch die monotypische Familie Draparnaudiidae enthält.
- Partulidae Pilsbry, 1900
  - Gattung Eua Pilsbry & Cooke, 1934 (mit den Untergattungen Eua Pilsbry & Cooke, 1934, Neanassa Pilsbry & Cooke, 1934 und Thakombaua Pilsbry, 1909)
  - Gattung Partula Férussac, 1819 (mit den Untergattungen Partula Férussac, 1819, Melanesica Pilsbry, 1909, Carolinella Pilsbry, 1909, Marianella Pilsbry, 1909, Leptopartula Pilsbry, 1909 und Palaopartula Pilsbry, 1909)
  - Gattung Rennellia Clench, 1941
  - Gattung Samoana Pilsbry, 1909 (mit den Untergattungen Samoana Pilsbry, 1909 und Marquesana Pilsbry, 1909)
  - Gattung Sphendone Slapcinsky & Kraus, 2016

## Phylogenie
Nach der molekulargenetische Analyse von Wade et al. (2006) bilden die Partulidae die Schwestergruppe einer größeren Gruppe von Schneckenfamilien, die alle zum Orthurethra-Typus gehören (Cochlicopidae, Valloniidae, Vertiginidae, Orculidae u. a.). Die Analyse basiert allerdings auf noch wenigen Taxa. Bemerkenswerterweise ist die Gattung Draparnaudia in diesem Diagramm nicht die Schwestergruppe der Partulidae, sondern nahe mit den Gastrocoptinae verwandt. Dies wirft natürlich Fragen nach der korrekten Stellung der Draparnaudiidae in den Partuloidea auf.